# 皮夫尼 (法斯蒂夫區)
50°0′22″N 29°44′1″E / 50.00611°N 29.73361°E
皮夫尼（烏克蘭語：Півні）是位於烏克蘭北部的村莊，由基辅州法斯蒂夫區的科然卡市鎮負責管轄。該村面積2.2平方公里，海拔高度187米，2001年人口306，人口密度每平方公里139.1人。